# Tadao Kobayashi
Tadao Kobayashi (小林忠生?, Kobayashi Tadao; Prefettura di Kanagawa, 7 luglio 1930) è un ex calciatore giapponese, di ruolo attaccante.